# Ricochet (wrestler)
Trevor Mann (ur. 11 października 1988) – amerykański wrestler występujący w federacjach takich jak WWE, Dragon Gate, Dragon Gate USA, New Japan Pro Wrestling, Evolve i Pro Wrestling Guerilla pod pseudonimem Ricochet oraz w Lucha Underground jako Prince Puma. Podczas występów w federacji Chikara Mann przybrał ringname Helios.

## Osiągnięcia
- Chikara
  - Young Lions Cup V (1 raz)[3]
- Dragon Gate
  - Open the Brave Gate Championship (1 raz)
  - Open the Dream Gate Championship (1 raz)
  - Open the Triangle Gate Championship (1 raz) – z Cima i Dragon Kid
  - Open the Twin Gate Championship (2 razy) – z Cima (1) i Naruki Doi (1)
  - King of Gate (2013)
- Dragon Gate USA
  - Open the Freedom Gate Championship (1 raz)[4]
  - Open the United Gate Championship (2 razy) – z Cima (1) i Masato Yoshino (1)[5][6]
- House of Glory
  - HOG World Heavyweight Championship (1 raz)[7]
  - HOG World Heavyweight Championship Tournament (2014)[8]
- Insanity Pro Wrestling
  - IPW Junior Heavyweight Championship (1 raz)[9]
  - IPW Super Junior Heavyweight Tournament (2010)
- Lucha Underground
  - Lucha Underground Championship (1 time)[10]
  - Lucha Underground Trios Championship (1 raz) – z Dragon Azteca Jr. i Rey Mysterio[11]
  - Aztec Warfare I
- New Japan Pro Wrestling
  - IWGP Junior Heavyweight Tag Team Championship (2 razy) – z Matt Sydal[12]
  - Best of the Super Juniors (2014)[13]
  - Super Jr. Tag Tournament (2015) – z Matt Sydal[14]
- Pro Wrestling Guerrilla
  - Battle of Los Angeles (2014)[15]
- Pro Wrestling Illustrated
  - 16 miejsce w PWI 500 z 2015 roku[16]
- Revolution Pro Wrestling
  - Undisputed British Tag Team Championship (1 raz) – z Rich Swann[17][18]
- SoCal Uncensored
  - Match of the Year (2013) z Rich Swann vs. DojoBros (Eddie Edwards i Roderick Strong) oraz The Young Bucks (Matt Jackson i Nick Jackson) z 9 sierpnia[19]
  - Wrestler of the Year (2014)[20]
- Wrestling Observer Newsletter
  - Best Flying Wrestler (2011, 2014, 2015)[21]
  - Best Wrestling Maneuver (2010, 2011) Double rotation moonsault
- World Wrestling Enterteiment (WWE)
  - NXT North American Championship (2018)
  - WWE United states Championship (2019)